# Ruth Coker Burks
Pour les articles homonymes, voir Coker et Burks.
Frances Ruth Coker Burks (également connue sous le nom de Cemetery Angel), née le 19 mars 1959 à Hot Springs, Arkansas, est une ancienne soignante des victimes de crise du SIDA basée en Arkansas. Lors du pic de l'épidémie de sida à la fin des années 1980, elle utilise son salaire d'agente immobilière pour soigner les malades du sida abandonnés par leurs familles et communautés. En raison des préjugés, des peurs et de la stigmatisation entourant la maladie à l'époque, elle est souvent la seule soignante des patients jusqu'à leur mort. Elle est connue pour les avoir enterrés dans son cimetière familial à Hot Springs, Arkansas. Elle vit actuellement à Rogers, Arkansas.

## Jeunesse
Nommée Frances Ruth Coker Burks en hommage à sa grand-mère, elle est une amie d’enfance de Bill Clinton. Pendant son enfance, sa mère est hospitalisée pour la tuberculose pendant une période prolongée, au cours de laquelle le père de Burks devient son principal gardien. Il meurt lorsqu'elle a 5 ans, après quoi, sa mère récupère sa garde mais ne sait pas bien s'occuper d'elle. Elle cite ces expériences comme formatrices de sa remarquable empathie. 
Les membres de la famille de Burks sont enterrés au cimetière Files depuis la fin du XIXe siècle. Lorsque Burks est une jeune fille, sa mère se dispute avec son oncle. Pour s'assurer que lui et sa branche de Burks ne seraient jamais enterrés au même endroit que le reste de la famille, sa mère achète tous les espaces funéraires du cimetière soit 262 parcelles de terrain. À sa mort, elle lègue le terrain à sa fille. 
À l'âge adulte, Burks travaille comme agente immobilière. 

## Plaidoyer contre le SIDA
La première interaction de Burks avec un patient atteint du SIDA a lieu en 1984, alors qu'elle rend visite à un ami à l'hôpital. L'ami de Burks a un cancer, alors elle passe beaucoup de temps à l'hôpital. Lors d'une visite, elle remarque que les infirmières ont peur d'aller dans une pièce couverte par un sac rouge et découvre que le patient a ce qu'on appelait alors l'immunodéficience liée aux gays (GRID). Le cousin de Burks étant gay, elle s'intéresse alors à la maladie et est curieuse de rencontrer le patient en question. Elle rencontre le patient, un jeune homme qui veut voir sa mère avant de mourir. Pour forcer sa mère à entendre ses souhaits, Burks doit la menacer de le publier dans la nécrologie de l'homme dans le journal de leur ville ; même alors, la mère le traite de « pécheur » et annonce refuser de le voir ou de réclamer son corps après sa mort. Burks reprend alors les soins palliatifs et le réconforte pendant les treize heures précédant son décès. Après avoir trouvé une maison funéraire qui accepte d'emmener son corps pour l'incinération, elle enterre ses cendres dans son cimetière familial. 
Après cette première rencontre, Burks commence à recevoir des appels téléphoniques d'autres personnes qui ont besoin de son aide, s'occupant de plus de 1 000 personnes au cours des quelque 30 années où elle travaille avec eux,. Avec l'aide de sa fille, Burks enterre plus de 40 personnes dans son cimetière familial à Hot Springs,. Elle aide à les amener à des rendez-vous, à obtenir des médicaments, à demander de l'aide, et plus encore. Elle garde également des stocks de médicaments contre le SIDA à portée de main, car certaines pharmacies ne les conservent pas en stock. En raison de son travail avec les personnes atteintes du SIDA, comme elle le dit dans une interview pour KLRT-TV, elle et sa fille sont des « parias » et des croix sont brûlées dans sa cour à deux reprises. Burks reçoit une aide financière des bars gays de l'Arkansas, y compris le Discovery Club de Little Rock : « Ils jouaient un spectacle de drag queens le samedi soir et me remettait l'argent. [...] C'est comme ça qu'on achetait des médicaments, c'est comme ça qu'on payait le loyer. S'il n'y avait pas eu les drag queens, je ne sais pas ce que nous aurions fait. ». En 1988, Norman Jones, propriétaire du Discovery Club, fonde Helping People with AIDS, où Burks travaille pendant plusieurs années. Pendant la présidence de Clinton, Burks devient consultante à la Maison-Blanche pour l'éducation sur le sida. 
Les patients de Burks ont une espérance de vie supérieure à l'espérance de vie moyenne nationale, ce qui suscite l'intérêt des Centres pour le contrôle et la prévention des maladies et du National Institutes of Health qui envoient des chercheurs la questionner. 

## Crise post-sida
Après une amélioration des soins médicaux et des attitudes sociales envers le sida, elle vit et travaille en Floride en tant que guide de pêche et directrice de funérailles. En 2012, Burks subit un accident vasculaire cérébral et doit réapprendre de nombreuses compétences, notamment comment parler, lire, se nourrir et écrire ; elle attribue le stress de la prise en charge des victimes de la crise du sida comme un facteur d'influence plausible,. L'AVC a également entraîné une perte de mémoire. Cette année-là, elle revient à Rogers, Arkansas, à la fois pour être plus proche de sa famille et parce que l'assurance maladie ne la couvre plus après son AVC,. En 2013, elle plaide pour trois enfants placés en famille d'accueil qui ont été retirés de l'école en raison de rumeurs selon lesquelles l'un d'entre eux pourrait être séropositif. Après être apparue à la télévision en tant que défenseure des enfants malades du VIH, sa communauté le prend mal, le salon funéraire où elle travaillait auparavant annule son emploi et d'autres entreprises refusent de l'embaucher,. 

## Prise de parole en public
En août 2016, elle est honorée lors de la Semaine des fiertés de New York par le groupe à but non lucratif Broadway Sings for Pride. Burks et d'autres travaillent à créer un mémorial pour les victimes du SIDA à Hot Springs, qui transformerait le cimetière de Files en un jardin correspondant à son statut actuel, celui d'une sorte de site de pèlerinage pour les personnes touchées par la crise. Elle donne des conférences à l'Université d'État de Washington et à l'Université Gonzaga de ses expériences,. 
En 2017, Rose McGowan écrit et réalise un court métrage non autorisé, Ruth, inspiré du travail de Burks. 